# James Martin (chính khách Maine)
James R. Martin (sinh năm 1965), thường được biết là Jim Martin, là một nhà tư vấn IT và chính khách người Mỹ đến từ bang Maine. Là một đảng viên Dân chủ, ông đã phục vụ một nhiệm kỳ tại Hạ viện Maine, đại diện cho quận 18 bao gồm quê hương Orono của ông, cũng như Veazie và phía đông bắc Bangor.
Sinh ra ở Des Moines, Iowa, Martin lớn lên ở Missouri. Cha dượng của ông phục vụ trong lực lượng vũ trang và Martin đã dành một phần tuổi trẻ của mình tại căn cứ Không quân Hoa Kỳ ở Adana, Thổ Nhĩ Kỳ. Khi rời trường trung học năm 1984, ông chuyển đến Maine và năm 1992, ông có bằng Cử nhân Nghệ thuật về Công tác Xã hội của Đại học Maine ở Orono. Ông trở thành một nhân viên xã hội, thực tập tại Quận Penobscot. Gần đây, Martin đã làm việc trong ngành IT, mở một doanh nghiệp nhỏ ở Orono.
Martin từ lâu đã hoạt động trong chính trị Maine. Ông từng là chủ tịch của Ủy ban Dân chủ Quận Penobscot và là đại biểu cho Hội nghị Quốc gia Dân chủ năm 2004. Lần đầu tiên ông chạy đua vào văn phòng công cộng vào năm 2008, tìm cách thành công Đại diện Michael Dunn tại quận 18 House. Dunn, một đảng Dân chủ chỉ mới được bầu lại trong năm 2006 (với 52% số phiếu), đã quyết định chống lại việc tái tranh cử. Martin đã không thu hút bất kỳ đối thủ chính nào nhưng phải đối mặt với hai đối thủ, một đảng Cộng hòa và Độc lập, trong cuộc tổng tuyển cử. Martin giành được 39% số phiếu, đánh bại Thomas Mooney độc lập, chỉ với 119 phiếu (2,5%), với Patrick Joyce của đảng Cộng hòa đứng thứ ba với 24%. Ông nhậm chức vào tháng 12 năm 2008. Ông đã tái tranh cử vào năm 2010 nhưng thua đảng Cộng hòa James W. Parker với 207 phiếu (6.0%).
Martin là người đồng tính công khai; ông sống với người bạn đời Scott.